# Acid elaidic
Acidul elaidic este un acid gras omega-9 cu notația 18:1 trans-9 și formula HO(O=)C–(CH2–)7CH=CH–(CH2–)8H. Este principalul acid gras regăsit în configurație trans în uleiurile vegetale, acizii trans fiind implicați în dezvoltarea patologiilor cardiovasculare.
Denumirea sa provine din greacă veche, ἔλαιον (elaion) însemnând ulei.